# BS Андромеды
BS Андромеды (лат. BS Andromedae) — двойная затменная переменная звезда типа Алголя (EA) в созвездии Андромеды на расстоянии (вычисленном из значения параллакса) приблизительно 9316 световых лет (около 2856 парсеков) от Солнца. Видимая звёздная величина звезды — от +17,2m до +15,3m. Орбитальный период — около 3,1462 суток.

## Характеристики
Первый компонент — жёлто-белая звезда спектрального класса F. Эффективная температура — около 6825 K.